# Dynamidenmodell
Das Dynamidenmodell ist ein frühes Atommodell von Philipp Lenard. Es entstand im Jahre 1903, blieb aber weitestgehend unbekannt.
Lenard untersuchte Atome mit Kathodenstrahlen und fand dabei heraus, dass die Absorption von Elektronen nahezu linear von der Massendichte des Materials abhängt. Daraus schloss er, dass Atome aus gleichen Bausteinen, die er Dynamiden nannte, aufgebaut seien. Die Dynamiden sollten gleiche Masse und das gleiche Vermögen, Elektronen zu absorbieren, haben.
Ferner nahm Lenard an, dass die Dynamiden elektrisch neutral seien.
Die Ablenkung geladener Teilchen durch das Atom erklärte er damit, dass die Dynamiden eine innere Ladungsstruktur haben. Er beschrieb sie als schnell rotierende, elektrische Dipole.
Das Dynamidenmodell erklärte die von Lenard beobachteten Eigenschaften. Sowohl die Abschwächung als auch die Ablenkung der Elektronenstrahlen konnte mit ihm erklärt werden. In dem Sinne war es also ein erfolgreiches Atommodell. Es konnte jedoch nicht erklären, warum Elektronen aus Materie gelöst werden können und welche Energien dabei auftreten.